# August Ferdinand Riccius
August Ferdinand Riccius, född den 26 februari 1819, död 1886, var en tysk musiker och kompositör, farbror till Carl August Gustav Riccius.
Riccius blev 1849 dirigent för Euterpekonserterna och 1854 kapellmästare vid stadsteatern i Leipzig samt 1864 teaterkapellmästare i Hamburg, där han även verkade som sånglärare och recensent för "Hamburger Nachrichten". 
Av hans kompositioner (för sång, piano, orkester et cetera) har manskörssången "Muntra musikanter" (Die lustigen Musikanten) med text av E. Grundmann och med inledningsstrofen "Hur skönt det är i skogen…" blivit allmänt spridd och omtyckt.
Sången har givit namn åt den finländska kören Sällskapet Muntra Musikanter.